# مثل روز اول نو
«مثل روز اول نو» (انگلیسی: As Good as New) ترانه‌ای از گروه پاپ سوئدی آبا است که در سال ۱۹۷۹ منتشر شد. خوانندهٔ اصلی ترانه آنگنیه‌تا فلتسکوگ است. نام این ترانه در آغاز «حالا بهتره» بود و به‌صورت تک‌آهنگ در کشورهای مکزیک، آرژانتین و بولیوی هم منتشر شد.